# Болдырев, Александр Александрович
Александр Александрович Болдырев (29 июля 1914 года, Томск — 19 февраля 1995 года, Воронеж) — советский и российский хоровой дирижёр, педагог, композитор, музыкально-общественный деятель. Лауреат международных фестивалей и конкурсов —VIII Всемирный фестиваль молодежи и студентов в Хельсинки (1962), Стражнице (ЧССР), Аргидиенто (Италия). Автор двух опер, сочинений для солистов, хора и хоровых ансамблей. Заслуженный работник культуры РСФСР (1969), член Воронежского Музыкального Общества.

## Биография
Родился 29 июля 1914 года в городе Томске Российской империи, в 1921 году переселился с родственниками в город Воронеж.
В 1930-е — музыкальный руководитель агитбригады клуба им. Коминтерна, вагоностроительного завода им. Э. Тельмана
С 1932 — студент Воронежского музыкального техникума по классу фортепьяно у В.П Бобровского (1906—1970), ранее занимался с профессором М. А. Ендовицким. Одновременно с ВМТ изучал органическую химию в Воронежском Государственном Университете.
25 мая 1935 года был арестован СПО УНКВД по Воронежской области, осужден одиннадцатого сентября того же года ССК Воронежским областным судом и обвинен контрреволюционной агитации по статье 58-10-1 Уголовного кодекса РСФСР. Был сослан в лагеря на Колыму, Магадан, где оказался в общении с Леонидом Варпаховским, Вадимом Козиным, Георгием Вагнером, семьей Гороновских и др. Работает в клубных лагерных театрах, ставит музыкальные спектакли в Дальстрое, Колыме, Семипалатинске.
11 января 1957 года был реабилитирован Президиумом Верховного суда РСФСР на основании «недосказанности предъявленного обвинения». Приговоры СК Воронежского областного суда от 11 сентября 1935 года и СК Верховного суда РСФСР от 23 октября 1935 года отменены.

## Музыкально-педагогическая и концертная деятельность
С 1957 года работал преподавателем музыки в Средней школе № 11 им. А. С. Пушкина, вёл хоровой класс в Детской музыкальной школе № 1 Центрального района.
В 1958—1963 создал хор мальчиков при Хоровом Музыкальном Обществе и ансамбль Профтехобразования, был его художественным руководителем.
В 1961 году стал главным хормейстером ансамбля народной песни и пляски «Весенние зори».
С 1973 года работал художественным руководителем ансамбля народной песни и пляски «Весенние зори». Собирал, занимался аранжировками и обработками народных песен Воронежского края и народов мира.
В 1975 году создал женский камерный хор при Всероссийском музыкальном обществе, работал над переложениями классических произведений для исполнения в хоровых коллективах. Параллельно с 1975 года являлся преподавателем методики работы с детским хором Воронежского Музыкального Училища. Изучал певческий голос и на практике искал возможностей для его усовершенствования.

## Основные произведения
- Оперы «Дядя Ваня», «Романтики».
- Романсы «Гитара», «Колымский вальс», «Горные вершины», «На севере дальнем», «Последний лист», «Набат» на сл. Е. Г. Новичихина и др.
- Хоровые произведения

## Мероприятия памяти А. А. Болдырева
В городе Воронеже на доме № 14 по ул. Средне-Московской, где жил А. А. Болдырев, установлена мемориальная доска.
В 2014 году в честь столетия со дня рождения А. А. Болдырева были проведены конфекренция «Воронежская музыкальная интеллигенция XX века» и торжественный концерт. Мероприятие проходило в рамках второго «Веневитинского сезона» Весна-2014 (Музей-Усадьба Д. В. Веневитинова, ВОЛМ им. И. С. НИКИТИНА), в содружестве с Центром Российско-Британской Культуры и Искусства" Воронеж — Винчестер и при поддержке Управление Культуры Администрации Городского округа город Воронеж. В рамках этого проекта, в память о композиторе была издана книга « И жизнь любить заставил…». Александр Александрович Болдырев (1914 −1995). Воспоминания учеников и коллег" (Воронежский ЦНТИ — филиал ФНБУ «РЭА» Минэнерго России, 14.04.2014, заказ № 913; редактор Н. А. Пастернак).
В конференции участвовали:
- Василевский И. В., Заслуженный Учитель РФ, Лауреат Республиканских, Всероссийских, Международных фестивалей и конкурсов, руководитель камерного хора «Благовест» Воронежского музыкально-педагогического колледжа;
- Ижогина Т. М., Заслуженный Работник Культуры Воронежской области, председатель Всероссийского хорового общества, художественный руководитель мужского хора Филармонии «Православная Русь»;
- Массалитинова Н. К., Заслуженный Работник Культуры РФ, Лауреат Премии Правительства РФ «Душа России», зав. отделения хорового народного пения Воронежского Колледжа им. Ростроповичей;
- Пикалова Л. В., Заслуженный Работник Культуры РФ, Заслуженный Деятель Всероссийского Музыкального Общества, руководитель народного образцового коллектива ансамбля детской эстрадной песни"Монпансье".
- Сиротина Т. И., доктор искусствоведения (Манчестерский университет, Великобритания), Директор «Центра Российско-Британской Культуры и Искусства» Воронеж — Винчестер

Концерт памяти А. А. Болдырева
В концерте принимали участие хоровые коллективы:
- Хор младших классов ДМШ № 11 «Колокольчик» Руководитель Заслуженный Работник Культуры РФ Л. В. Калинина;
- Хор средних классов ССМШ, Воронежский музыкальный Колледж, руководитель С. В. Мингалева;
- Хор старших классов ДМШ № 6, руководитель хора и преподаватель Воронежского Музыкального Колледжа им. Ростроповичей Н. Н. Воронцова;
- Народный ансамбль песни и танца ВГАУ им. Императора Петра I «Чернозёмочка» им. В. Соломахина, руководитель А. В Скуфьина;
- Народный ансамбль песни и пляски «Весенние зори», Глав. хормейстер, Заслуженный Работник Культуры РФ Т. В. Шишкина;
- Народный хор отделения хорового народного пения Воронежского Колледжа им. Ростроповичей. Зав. отделения, Заслуженный Работник Культуры РФ Н.К Массалитинова.

Издания музыкальных сочинений
- Сборник обработок народных песен А. А. Болдырева. Тетрадь первая. Посвящение 100-летию со Дня рождения А. А. Болдырева. (centre-britannia.com; Воронеж, 2015)[5].